# Сельское поселение «Село Которь»
Се́льское поселе́ние «Село́ Кото́рь» — муниципальное образование в Думиничском районе Калужской области.
Административный центр — село Которь.

## История
Перед войной на территории нынешнего сельского поселения «Село Которь» было два сельсовета:
- Которской — с. Которь (107 дворов), Которь Шошин (36 дв.), деревни Павловка (48 дв.), Гремячевка (Телятинка, 52 дв.), Дубровка (Лузгачи, 56 дв.), Кишеевка (66 дв.), разъезд Воймирово,
- Хлудневский — деревни Хлуднево (130 дворов), Баранково (86 дв.), пос. Красноселово.

Железнодорожнвй разъезд Воймирово открыт в 1934, после строительства ж/д дороги Сухиничи — Фаянсовая. Затем был преобразован в станцию.
На 1 января 1950 года работали колхозы:
- Которской сельсовет — «им. Известий», «им. Кагановича», «Металлист», «им. Тельмана», «Боевик», «им. Крупской»
- Хлудневский сельсовет — «им. Ворошилова», «Новая жизнь», «Путь к жизни», «Красный пионер».

В мае 1950 прошло укрупнение колхозов. В июне 1954 Хлудневский сельсовет присоединили к Которскому.
Границы и статус сельского поселения установлены законом Калужской области от 1 ноября 2004 года № 369-ОЗ «Об установлении границ муниципальных образований, расположенных на территории административно-территориальных единиц „Думиничский район“, „Кировский район“, „Медынский район“, „Перемышльский район“, „Сухиничский район“, „Тарусский район“, „Юхновский район“, и наделением их статусом городского поселения, сельского поселения, муниципального района».

## Население
| 2010 | 2012 | 2013 | 2014 | 2015 | 2016 | 2017 |
| ---- | ---- | ---- | ---- | ---- | ---- | ---- |
| 354  | ↘352 | ↘342 | ↘336 | ↘330 | ↘326 | ↗338 |
| 2018 | 2019 | 2020 | 2021 |      |      |      |
| →338 | ↗340 | ↗345 | ↘332 |      |      |      |

## Состав сельского поселения
В состав сельского поселения входят:
| №  | Населённый пункт      | Тип населённого пункта       | Население |
| -- | --------------------- | ---------------------------- | --------- |
| 1  | Баранково             | деревня                      | ↘10       |
| 2  | Воймирово             | железнодорожная станция      | ↘9        |
| 3  | Воймировский Щебзавод | деревня                      | ↗19       |
| 4  | Гремячевка            | деревня                      | ↗7        |
| 5  | Дубровка              | деревня                      | ↘4        |
| 6  | Кишеевка              | деревня                      | ↘2        |
| 7  | Которь                | село, административный центр | ↗203      |
| 8  | Павловка              | деревня                      | ↘12       |
| 9  | Хлуднево              | деревня                      | ↗81       |
| 10 | Хлудневский Карьер    | деревня                      | ↗36       |

## Инфраструктура
На территории СП работают ООО «Хлудневский щебеночный завод», ООО «Которь» (сельхозпредприятие), основная школа, ФАП, магазин.